# وسترن نيويورك فلاش
وسترن نيويورك فلاش هو نادي كرة قدم أمريكي للسيدات، يقع في بلدة إلما في ولاية نيويورك. ينافس الفريق في دوري الدرجة الثانية للدوري الأمريكي. فاز النادي ببطولات دوري توزعت ما بين أربع دوريات مختلفة، ذا يو إس إل في 2010، ودوري المحترفات في 2011 والدوري الممتاز للسيدات في 2012 والدوري الوطني للسيدات في 2016.

## التاريخ
تأسس الفريق عام 2008 تحت مسمى بافلو فلاش، ولعب في دوري ذا يو إس إل من 2008–2010. تغير مسمى الفريق إلى وسترن نيويورك فلاش في 2011، ولعب في دوري المحترفات لموسم واحد. انضم في 2012 إلى
الدوري الممتاز للسيدات، بعد إلغاء دوري المحترفات. فاز النادي بثلاث بطولات دوري متتالية تحت قيادة المدرب اران لاينز، من موسم 2010 وحتى 2012. وصل النادي إلى المباراة النهائية في الموسم الافتتاحي لدوري إن دبليو إس إل أثناء موسم 2013 لكنه خسر ضد بورتلاند ثورنز. فاز ببطولة كأس إن دبليو إس إل في عام 2016، للمرة الأولى والأخيرة.